# Anderson Bruford Wakeman Howe
Anderson Bruford Wakeman Howe (ABWH) – supergrupa rockowa powstała w roku 1989, w której skład wchodzili muzycy zespołu Yes: Jon Anderson (wokal), Bill Bruford (perkusja), Rick Wakeman (instrumenty klawiszowe), Steve Howe (gitary).
W nagraniu debiutanckiej płyty uczestniczył też niezwiązany z Yes basista King Crimson, Tony Levin (gitara basowa). Oprócz niego grupę podczas koncertów wspomagali również: 
- Jeff Berlin (gitara basowa),
- Julian Colbeck (instrumenty klawiszowe),
- Milton McDonald (gitara).

Muzycy nagrali dwa albumy: studyjny Anderson Bruford Wakeman Howe (1989) oraz koncertowy An Evening of Yes Music Plus (1993).

## Życiorys
- Anderson Bruford Wakeman Howe | Music Biography, Streaming Radio and Discography | AllMusic (ang.)